# Honor Society
Honor Society è un film del 2022 diretto da Oran Zegman.

## Trama
L'ambiziosa liceale Honor ha come obiettivo quello di entrare ad Harvard. Disposta a tutto pur di ottenere la raccomandazione del suo consulente di orientamento, la ragazza escogita un piano per sconfiggere gli altri tre studenti che concorrono ad essa. Tutto procede bene fino a quando Honor non si innamora di uno di essi.